# Sewdalin Mintschew
Sewdalin Mintschew Angelow (bulgarisch Севдалин Минчев Ангелов, engl. Transkription Sevdalin Minchev Angelov; * 25. Juli 1974 in Gorna Orjachowiza) ist ein ehemaliger bulgarischer Gewichtheber.

## Karriere
Mintschew begann seine 14 Jahre andauernde internationale Karriere 1991 mit der Europameisterschaft in Władysławowo, wo er im Fliegengewicht bis 52 kg den 2. Platz im Zweikampf mit 252,5 kg (110,0/ 142,5 kg) belegen konnte. Zur WM im selben Jahr in Donaueschingen konnte Mintschew sich bereits auf 257,5 kg steigern und gewann erneut Silber im Zweikampf, hinter seinem Landsmann Iwan Iwanow, der 272,5 kg erzielte.
Zur Vorbereitung auf die Olympischen Spiele 1992 trat Mintschew bei der Europameisterschaft in Szekszárd und der Junioren-Weltmeisterschaft in Warna an, bei denen er insgesamt 255,0 kg bzw. 267,5 kg hob und beides Mal Gold im Zweikampf gewann. Zur WM in Warna trat Mintschew allerdings in der Klasse bis 56 kg. Eine olympische Medaille konnte er sich bei den Spielen in Barcelona jedoch nicht sichern, da er im Reißen nur seinen Anfangsversuch von 112,5 kg und im Stoßen keinen seiner Versuche einbringen konnte. Bereits seine Anfangslasten von 112,5 kg und 140,0 kg hätten ihn unter den ersten fünf platziert. Sieger wurde Iwanow mit 265,0 kg. Im selben Jahr startete Mintschew noch bei der EM der Junioren in der Klasse bis 56 kg, bei der er 272,5 kg (122,5/ 150,0 kg) hob und sich somit souverän alle drei Goldmedaillen sicherte.
Auch 1993, nach der Umstellung der Gewichtsklassen, startete Mintschew bei den Welt- und Europameisterschaften der Senioren, sowie denen der Junioren. Sein bestes Ergebnis hierbei war 275,0 kg in der Klasse bis 54 kg bei der Junioren-WM in Cheb, hinter Mutlu der dieselbe Last hob aber leichter war. Seine Wettkampfserie setzte er 1994 fort und trat erneut in allen vier großen internationalen Meisterschaften an. Zur Junioren-Europameisterschaft in Rom steigerte er sich auf 287,5 kg (127,5/ 160,0 kg) in der Klasse bis 59 kg. 1995 hob er bei den Europameisterschaften der Senioren in Warschau in derselben Klasse 302,5 kg (137,5/ 160,0 kg) und wurde damit Zweiter hinter seinem Landsmann Nikolaj Peschalow mit 305,0 kg. Zur WM im selben Jahr erzielte er jedoch nur 285,0 kg. Sieger wurde der Grieche Leonidas Sampanis mit 305,0 kg.
Nachdem Mintschew 1996 bei den Europameisterschaften mit einer Zweikampfleistung von 287,5 kg (130,0/ 157,5 kg) in der Klasse bis 59 kg Silber gewinnen konnte, trainierte er zu seinen zweiten Olympischen Spielen in Atlanta in die Klasse bis 54 kg ab, womöglich um der starken Konkurrenz zu entgehen. Hier konnte er mit 277,5 kg (125,0/ 152,5 kg) Bronze gewinnen. Trotz seiner langen erfolgreichen Karriere, blieb dies seine einzige olympische Medaille. Sieger wurde Mutlu mit 287,5 kg.
1997 trat Mintschew zur EM noch bis 54 kg an, zur WM wechselte er dann erneut in die Klasse bis 59 kg und nach der zweiten Umstellung der Gewichtsklassen startete Mintschew nun endgültig im neuen Federgewicht bis 62 kg. In dieser Klasse konnte er 1998 zur WM in Lahti 310,0 kg (140,0/ 170,0 kg) erzielen und gewann somit Bronze hinter Sabanis mit 320,0 kg und Peschalow mit 317,5 kg. Die EM 1999 in A Coruña konnte er mit 317,5 kg dann für sich entscheiden und verwies Sabanis und Peschalow, der inzwischen für Kroatien startete, auf Platz zwei und drei. Zur WM im selben Jahr in Athen musste er sich allerdings wieder mit der Bronzemedaille im Zweikampf zufriedengeben. Mintschew hob 315,0 kg (142,5/ 172,5 kg). Sieger wurde Le Maosheng mit 320,0 kg, vor Sabanis mit 315,0 kg, der allerdings leichter war als Mintschew.
Für die Europameisterschaft im eigenen Land 2000 steigerte sich Mintschew ein weiteres Mal und konnte mit 322,5 kg (145,0/ 177,5 kg) Silber hinter Peschalow mit 325,0 kg gewinnen. Dritter wurde Naim Süleymanoğlu mit 310,0 kg. Bei seinen inzwischen dritten olympischen Spielen hob Mintschew 317,5 kg und wurde somit ursprünglich Dritter, bekam seine Medaille allerdings wieder aberkannt, nachdem er positiv auf Diuretika getestet wurde.
Nach seiner Sperre trat Mintschew erstmals wieder zur EM 2004 in Kiew an, wo er 302,5 kg (137,5/ 165,0 kg) erzielen konnte und somit Gold im Zweikampf, sowie Silber in beiden Einzeldisziplinen gewann. Aufbauend auf dieser Leistung hatte er durchaus realistische Chancen auf eine Medaille bei seinen vierten Olympischen Spielen in Athen. Allerdings konnte er nur seine Anfangslast im Reißen einbringen und scheiterte an allen weiteren Versuchen im Reißen sowie im Stoßen. Seine Anfangslasten von 137,5 kg und 170,0 kg hätten bereits für den dritten Platz ausgereicht. Sieger wurde Shi Zhiyong mit 325,0 kg vor Le Maosheng mit 312,5 kg.
Zur Europameisterschaft 2005 in Sofia konnte Mintschew dann 297,5 kg (132,5/ 165,0 kg) in die Zweikampfwertung einbringen, was ihm Silber hinter Mutlu mit 307,5 kg brachte. Seine letzte WM absolvierte er 2005 in Doha. Im Federgewicht bis 62 kg hob er 287,0 kg (125,0/ 162,0 kg) und belegte damit den vierten Platz. 2006 trat er noch einmal zu den Europameisterschaften in Władysławowo an und gewann mit 150,0 kg und damit dem dritten Platz im Stoßen seine letzte internationale Medaille. Insgesamt hob er 270,0 kg (120,0/ 150,0 kg) und wurde somit Vierter.

## Persönliche Bestleistungen
- Reißen: 145,0 kg in der Klasse bis 62 kg auf der Europameisterschaft in Sofia 2000
- Stoßen: 177,5 kg in der Klasse bis 62 kg auf der Europameisterschaft in La Coruna 1999
- Zweikampf: 322,5 kg (145,0/ 177,5 kg) in der Klasse bis 62 kg auf der Europameisterschaft in Sofia 2000